# Niso

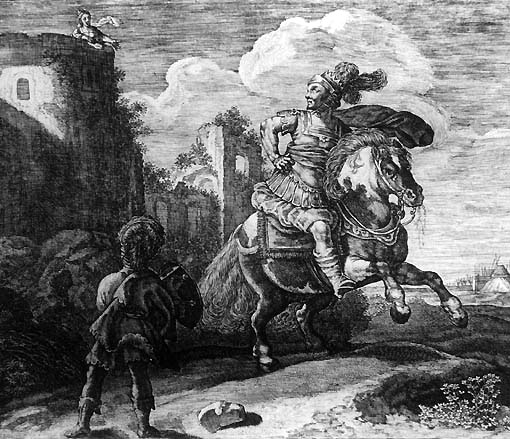
Grabado del siglo XVII: Escila de Megara, hija de Niso, se enamora de Minos, enemigo del primero.

En la mitología griega, Niso (Νίσος) es un rey de Megara, y uno de los cuatro hijos de Pandión II, rey de Atenas, y su esposa Pilia. Algunas fuentes lo señalan como Aretíada o hijo de Ares, o que incluso su padre fue un tal Deyón. Estaba casado con Abrota, y cuando ésta murió, Niso ordenó que las mujeres de Megara vistieran ropas como las de su mujer. Su primera hija Eurínome tuvo con Poseidón un hijo, el famoso Belerofonte. Su segunda hija Ifínoe casó con Megareo, su tío materno. La tercera hija de Niso, Escila, fue la responsable de la muerte de su padre.
Metión, tío de Niso, le había usurpado el trono de Atenas a Pandión II. Sin embargo, tras la muerte de su padre, Niso y sus hermanos (Egeo, Palas y Lico) volvieron a Atenas y retomaron el control. Echaron a los hijos de Metión, pusieron a Egeo en el trono y dividieron el gobierno en cuatro. Egeo se convirtió en el rey de Atenas, y Niso en el rey de Megara.
Minos, rey de Creta, atacó el reino de Niso durante una guerra con Atenas por la muerte de su hijo Androgeo. Niso, sin embargo, tenía un mechón de pelo púrpura que lo mantuvo a salvo de cualquier daño. Eros hizo que su hija Escila se enamorara de Minos. En una versión, Minos tienta a Escila con un collar de oro a cambio de engañar y matar a su padre. En otra versión, ella se enamora de Minos desde la distancia, y tras cortar el mechón púrpura de su padre se lo presenta a Minos. Sin embargo, Minos se disgustó con su acción y se avergonzó de ella. Cuando los barcos de Minos zarparon Escila intentó subir a uno de ellos. Pero Niso, que se había convertido en águila pescadora, la atacó. Su hija se transformó también en ave.